# Can't Tame Her
«Can't Tame Her» es una canción de la cantante sueca Zara Larsson. Fue lanzada el 26 de enero de 2023 a través del sello discográfico de Larsson, Sommer House, como el sencillo principal de su próximo cuarto álbum de estudio, Venus (2024). Fue escrita por Larsson, MNEK, Karl Ivert y Kian Sang, y producido por Danja y Mthr —dúo sueco integrado por Ivert y Sang.

## Antecedentes y promoción
A partir de diciembre de 2022, Larsson publicó fragmentos de la canción en sus cuentas de TikTok y Twitter. Official Charts Company mencionó que la canción suena «como una combinación brillante del gigantesco éxito de The Weeknd ‘Blinding Lights’ y la [canción] pasada por alto de Ava Max ‘Maybe You're The Problem’».  Larsson anunció oficialmente la canción y su fecha de lanzamiento el 12 de enero de 2023 a través de sus cuentas de redes sociales.
Larsson interpretó la canción en vivo por primera vez el 27 de enero en la entrega de premios sueca P3 Guld.

## Composición y letra
«Can't Tame Her» es una canción pop y de synth pop impulsada principalmente por sintetizadores inspirados en la década de 1980. En una entrevista con Billboard, Larsson dijo que la canción era «definitivamente pop» y un «banger que te golpea justo en la cara».
La letra de «Can't Tame Her» describe a una mujer independiente y amante de la diversión que hace lo que quiere. Larsson dijo que la canción se inspiró en la percepción que tiene el público de las celebridades y cómo limitan a las celebridades a ciertas formas de comportamiento.

## Vídeo musical
El vídeo musical se lanzó junto con la canción el 26 de enero de 2023. El videoclip fue filmado en Praga y muestra a Larsson en un «enfrentamiento con su lado salvaje».

## Posicionamiento en listas
| Listas (2023)                                     | Mejor posición |
| ------------------------------------------------- | -------------- |
| Alemania (BVMI Airplay)                           | 5              |
| Bulgaria (PROPHON)                                | 5              |
| Canadá (Billboard Canada CHR/Top 40)              | 48             |
| Croacia (HRT)                                     | 32             |
| Dinamarca (Tracklisten)                           | 27             |
| Eslovaquia (Rádio Top 100)                        | 14             |
| Estados Unidos (Billboard Dance/Mix Show Airplay) | 1              |
| Estados Unidos (Billboard Mainstream Top 40)      | 28             |
| Finlandia (Radiosoittolista)                      | 18             |
| Irlanda (IRMA)                                    | 36             |
| Países Bajos (Single Tip)                         | 17             |
| Noruega (VG-lista)                                | 7              |
| Reino Unido (OCC)                                 | 25             |
| Suecia (Sverigetopplistan)                        | 5              |